# 毗卢观音
毗卢观音是观世音菩萨的一种形象，供奉在浙江省普陀山普济寺的大圆通殿，像高8.8（29英尺）。其形象为头戴毗卢冠，双手结禅定印，跏趺坐于莲座上。
除普陀山普济寺外，台湾的灵鹫山无生道场也供奉毗卢观音。

## 图库

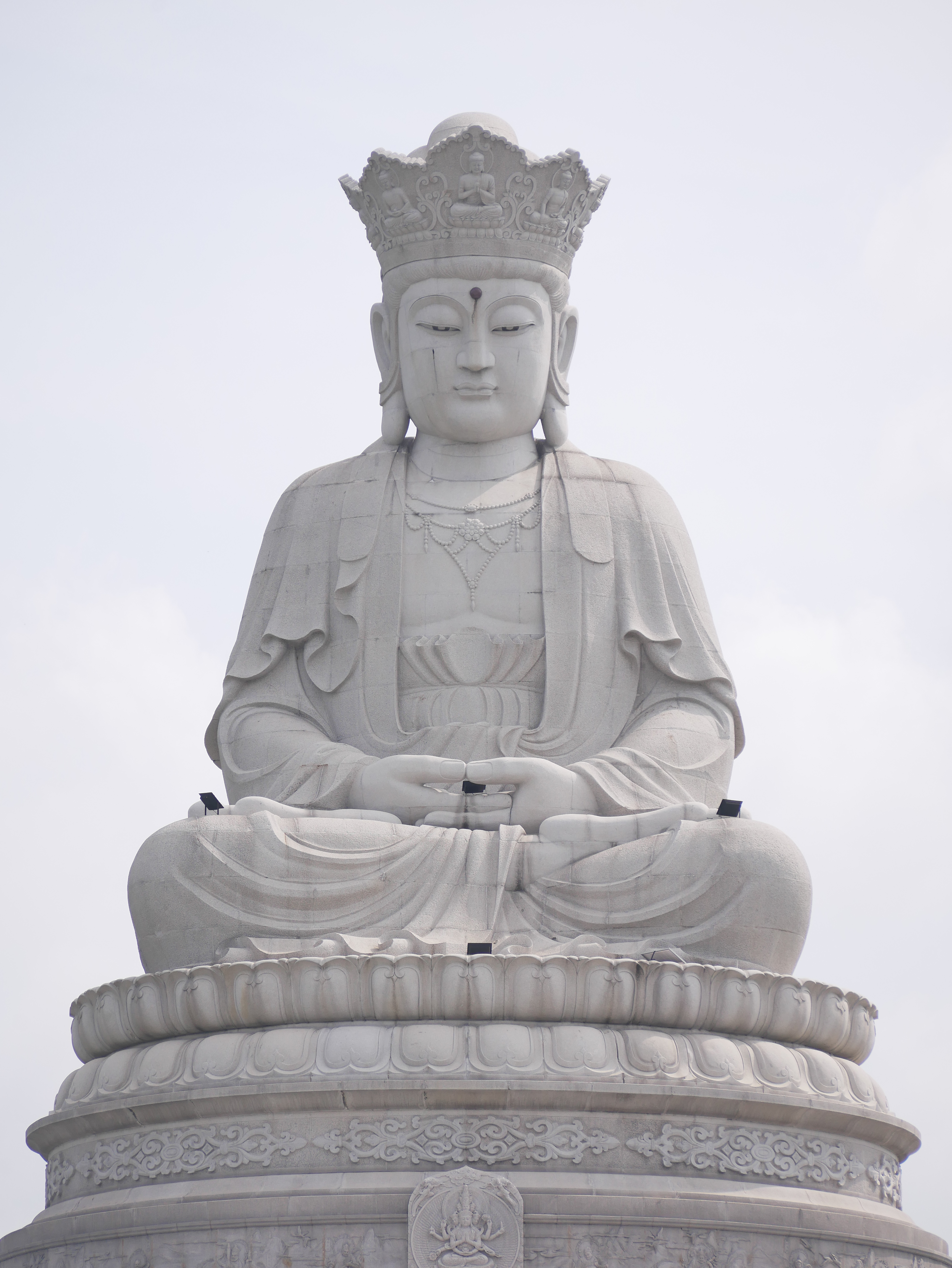
泰国曼谷湿婆庙的露天毗卢观音像